# Bob Biggins
Bob Biggins (ur. 20 października 1946 w Oak Park, Illinois) – od 1993 reprezentant 41. okręgu do Izby Reprezentantów stanu Illinois z ramienia Partii Republikańskiej.
Biggins ma tytuł Bachelor of Arts zdobyty na Northeastern Illinois University.